# Simon Bak
Pour les articles homonymes, voir Bak.
Simon Bak, né le 12 février 2000 à Odense, est un coureur cycliste danois.

## Biographie
Simon Bak commence sa carrière cycliste en 2014 avec un club d'Odense, sur ses terres natales. Il est alors âgé de quatorze ou quinze ans. Lors de ses premières saisons, il se consacre principalement au VTT et au cyclo-cross. Dans cette dernière discipline, il représente à plusieurs reprises le Danemark aux championnats du monde, chez les juniors (moins de 19 ans) et les espoirs (moins de 23 ans). 
En 2021, il décide de s'orienter davantage vers la route. Toujours amateur, il est sélectionné en équipe nationale pour participer au Tour du Danemark,. Il intègre ensuite l'équipe continentale ColoQuick en 2022. Bon grimpeur, il se distingue dans les épreuves par étapes en terminant neuvième de la Flèche du Sud, mais aussi septième de l'Orlen Nations Grand Prix, une manche de la Coupe des Nations Espoirs. 
En 2023, il s'impose à deux reprises dans des courses nationales danoises. Il brille également sur le Kreiz Breizh Elites en finissant troisième de la dernière étape et quatrième du classement général. La même année, il se classe cinquième de la dernière étape du Tour du Loir-et-Cher, ou encore neuvième du Sundvolden GP. Il termine par ailleurs quinzième du Tour du Danemark, au milieu de plusieurs coureurs du World Tour.

## Palmarès et résultats

### Palmarès sur route
- 2023
  - Course de Fredericia
  - Odder CK

### Classements mondiaux
| Année                                 | 2022  | 2023  | 2024  |
| ------------------------------------- | ----- | ----- | ----- |
| Classement mondial                    | 1556e | 1379e | 1644e |
| UCI Europe Tour                       | 1042e | 935e  | nc    |
|                                       |       |       |       |
| Légende : nc = non classéSource : UCI |       |       |       |